# CIEL (band)
CIEL was de artiestennaam van de Nederlandse singer-songwriter Michelle Hindriks en is sinds 2018 een Europese band, bestaande uit Hindriks (zang en gitaar), Jorge Bela Jimenez uit Spanje (gitaar) en Tim Spencer uit Engeland (drums). De band is gevormd in het Engelse Brighton.

## Geschiedenis
CIEL was eerst het soloproject van Hindriks, die eerst in de band Sväva speelde als gitarist en synthspeler. Als soloartiest was ze onder andere onderdeel van de Popronde in 2017 en bracht ze de ep Anxiety uit. In 2018 verhuisde ze naar het Britse Brighton, waar ze binnen een aantal weken de Spanjaard Jimenez en de Brit Spencer ontmoette. De drie vormden een band onder de naam waarmee Hindriks eerst als soloartiest optrad. 
In 2020 kwam de band met de single All My Life, geproduceerd door Iggy B. Dit volgden ze op met de ep Movement.  In 2022 kwamen ze met de ep Not in the Sun, Nor in the Dark. Ze toerden met deze ep door het Verenigd Koninkrijk en in begin 2023 stonden ze in Nederland op ESNS. In juli 2023 kwamen ze met de ep Make It Better, welke in november 2023 werd opgevolgd door de ep Rather Be Alone. Andere festivals waarop CIEL in 2023 te horen was, waren onder andere Green Man Festival, The Great Escape Festival en Platosonic.